# Дом Вуича

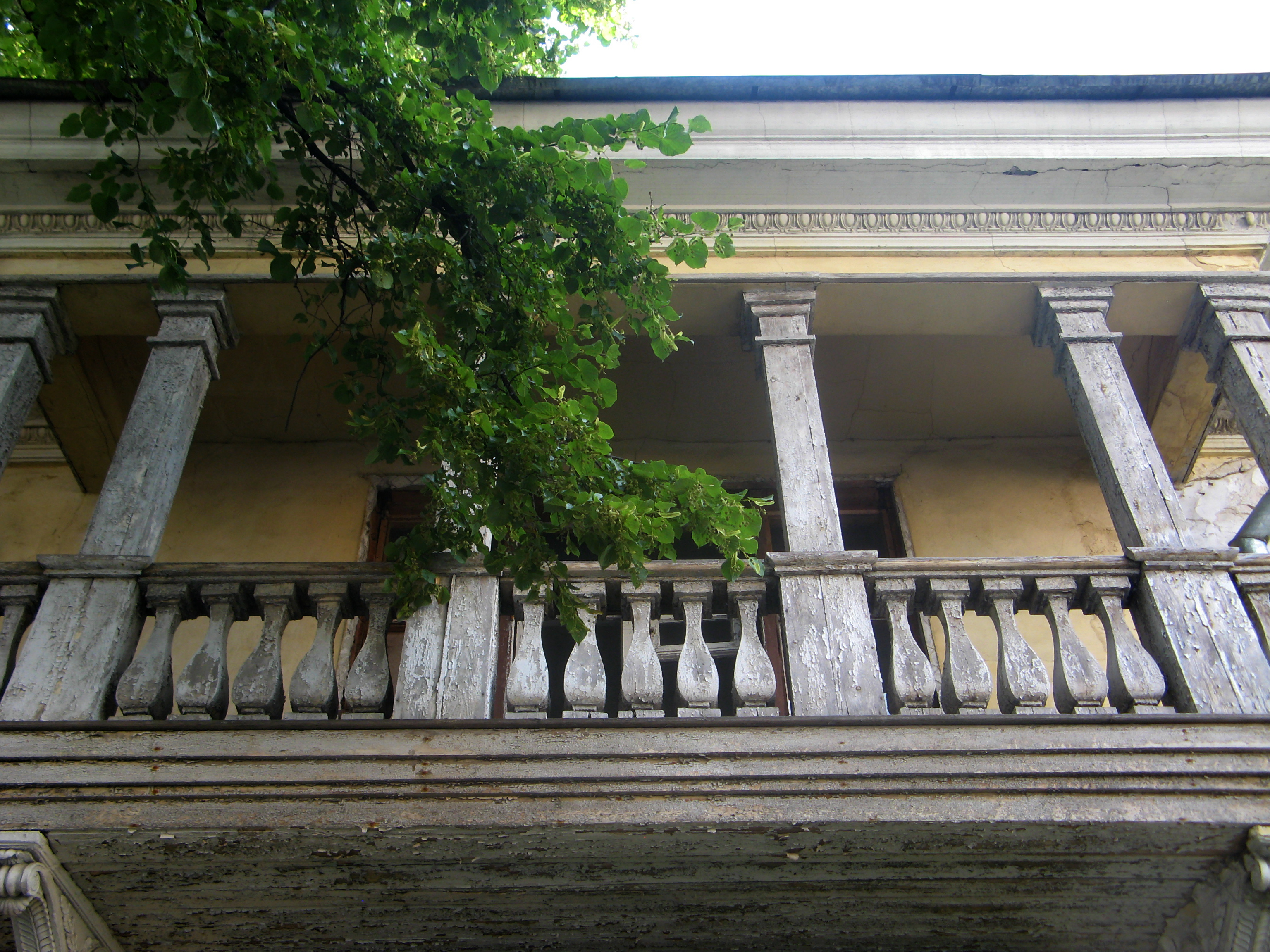
Дом Вуича, балкон

Дом В. И. Вуича — историческое здание в Пушкине. Построено в 1880-е гг. Объект культурного наследия регионального значения. Расположен на Церковной улице, дом 6.

## История
Первоначально участок относится к дому Теппера де Фергюсона, его занимал сад дома. Позже участком владела графиня Э. И. Игельстром. Существующий деревянный дом был возведён в 1880-е гг. архитектором А. Ф. Видовым для чиновника, действительного статского советника Василия Ивановича Вуича. После Октябрьской революции дом был отдан под квартиры. В 1930 году в доме поселился писатель А. Н. Толстой, который прожил в нём до 1938 года. За время, проведённое в доме, он работал над романом «Пётр Первый», трилогией «Хождение по мукам» и другими произведениями. Кабинет Толстого был на втором этаже. Его часто посещали литераторы и деятели искусства, их кружок получил название «детскосельской художественной колонии».
После отъезда Толстого в 1938 году в здании разместился Дом творчества ленинградских писателей. После начала Великой Отечественной войны непродолжительное время в доме работала редакция газеты «За Советскую Родину» 1-й Кировской дивизии Ленинградского народного ополчения. Дом был серьёзно разрушен в войну, разрушена крыша, выбиты окна, обшивка частично разобрана на дрова. После восстановления в доме размещался детский сад, затем база отдыха Главной водопроводной станции Ленинграда. Дом обветшал, долгое время пустовал, ему угрожал снос, но благодаря усилиям общественности он получил статус памятника архитектуры, передан Историко-литературному музею города Пушкина, планируется реставрация для размещения музейной экспозиции.
В августе 2024 года в рамках реставрации дом был почти полностью разобран.

## Архитектура
Дом деревянный, в два этажа, на каменном цоколе, стены оштукатурены по дранке. Центр главного фасада украшает балкон на резных кронштейнах, в отделке которого — деревянные колонны и резные балясины. Фасад также декорирован профилированными тягами и наличниками.